# Lista de filmes com temática LGBT de 1996
Esta é uma lista de filmes que contém personagens e/ou temática lésbica, gay, bissexual, ou transgênera lançados em 1996.
| Título                                              | Diretor                                                                                              | País                                     | Gênero                               | Elenco | Anotações |
| --------------------------------------------------- | --- | ---------------------------------------- | ------------------------------------ | --- | --- |
| L'abandon                                           | Didier Seynave                                                                                       | Bélgica                                  | Curta, Drama                         | Philippe Da Villa, Cyril Bourgeois, Juan Marquez                                                                           | [ 1 ] |
| Achilles                                            | Barry Purves                                                                                         | Reino Unido                              | Curta, Animação                      | Derek Jacobi (Narrador), Simon Green, David Holt, Tim Morgan                                                               | Stop-motion sobre Aquiles depois da morte de seu amante, Pátroclo                                                                                    |
| Aide Mémoire: Gay Document for Remembering          | Michael Brynntrup                                                                                    | Alemanha                                 | Curta                                | Jürgen Baldiga, Michael Brynntrup                                                                                          | Uma conversa entre o diretor e o fotógrafo Jürgen Baldiga                                                                                            |
| Aldri mer 13!                                       | Sirin Eide                                                                                           | Noruega                                  | Drama                                | Sofie Cappelen, Martine Karlsen Svein, Roger Karlsen, Anne Krigsvoll, Lene Bragli, Tonje Louise Kjølholt                   | [ 4 ] |
| Alien Abduction: Intimate Secrets                   | Lucian S. Diamonde                                                                                   | EUA, Romênia                             | Ficção Científica, Erótico           | Darcy DeMoss, Meredyth Holmes, Pía Reyes, Dimitrii Bogomaz, Carmen Lacatus, Alina Chivulescu                               | Também conhecido como Forbidden Zone: Alien Abduction Três mulheres são abduzidas por um cientista alienígena                                        |
| Alkali, Iowa                                        | Mark Christopher                                                                                     | EUA                                      | Curta                                | J.D. Cerna, Mary Beth Hurt, Edward Seamon, Ellen Hamilton Latzen, Kent Broadhurst, Greg Villepique                         | Um jovem questionando sua identidade sexual descobre que seu falecido pai era gay                                                                    |
| Alles Moet weg                                      | Jan Verheyen                                                                                         | Bélgica                                  | Comédia, Drama                       | Stany Crets, Peter van den Begin, Bart De Pauw, Jaak Van Assche, Camilia Blereau, Eric Van Herreweghe                      | Um jovem gay sai da universidade de direito e se torna um vendedor ambulante                                                                         |
| Always Something Better                             | Stephen Kinsella                                                                                     | EUA                                      | Comédia                              | Nicole Cannon, Chris Sery, Candis Cayne, Girlina, Stephen Kinsella, David Asili                                            | Também conhecido como Never Look Back |
| Amelia - Mawar Berduri                              | Rosnani                                                                                              | Malásia                                  | Drama                                | Ruhil Amani, Joe Wings | [ 9 ] |
| Army Daze                                           | Keng Sen Ong                                                                                         | Singapura                                | Comédia                              | Edward Yong Ching Tah, Sheikh Haikel, Ahamed Azad, Adrian Lim Meng Kiat, Kevin Mark Marghese                               | Sobre as experiências de um grupo de garotos de 18 anos de diferentes classes sociais e vivências no exército                                        |
| À Toute vitesse                                     | Gaël Morel                                                                                           | França                                   | Romance, Drama                       | Élodie Bouchez, Stéphane Rideau, Pascal Cervo, Mezziane Bardadi, Romain Auger, Salim Kechiouche                            | Um olhar sobre as vidas de quatro jovens franceses                                                                                                   |
| Azúcar Amarga                                       | Leon Ichaso                                                                                          | República Dominicana, EUA                | Romance, Drama                       | Rene Lavan, Mayte Vilan, Miguel Gutierrez, Larry Villanueva, Luis Celeiro, Teresa Maria Rojas                              | [ 12 ] |
| Badass Supermama                                    | Etang Inyang                                                                                         | EUA                                      | Curta                                | | Uma exploração pessoal dos conceitos de raça, sexualidade, gênero, e noções adolescentes de beleza                                                   |
| Bámbola                                             | Bigas Luna                                                                                           | Espanha, França, Itália                  | Drama, Comédia                       | Valeria Marini, Stefano Dionisi, Jorge Perugorría, Manuel Bandera, Antonino Iuorio, Anita Ekberg                           | Depois da morte da mãe, uma mulher e seu irmão gay abrem uma pizzaria                                                                                |
| Basquiat                                            | Julian Schnabel                                                                                      | EUA                                      | Biográfico, Drama                    | Jeffrey Wright, David Bowie, Dennis Hopper, Gary Oldman, Benicio del Toro, Claire Forlani                                  | Baseado na vida do artista americano Jean-Michel Basquiat                                                                                            |
| Beastmaster III: The Eye of Braxus                  | Gabrielle Beaumont                                                                                   | EUA                                      | Fantasia                             | Marc Singer, Tony Todd, Keith Covlovris, Sandra Hess, Casper Van Dien, Lesley-Anne Down                                    | [ 15 ] |
| Beat the Bash                                       | Michael Costanza                                                                                     | EUA                                      | Drama, Crime                         | Wilson Cruz, Meredith Scott Lynn, Joseph D. Reitman                                                                        | Produzido para conscientizar audiências sobre atos de violência contra homossexuais                                                                  |
| Beautiful Thing                                     | Hettie MacDonald                                                                                     | Reino Unido                              | Comédia, Romance, Drama              | Glen Berry, Scott Neal, Linda Henry, Ben Daniels, Tameka Empson, Jeillo Edwards, Anna Karen, Sophie Stanton                | |
| Beleza Roubada                                      | Bernardo Bertolucci                                                                                  | EUA, Itália, França                      | Drama                                | Liv Tyler, Sinéad Cusack, Jeremy Irons, Jason Flemyng, Joseph Fiennes, Carlo Cecchi                                        | |
| Better Dead Than Gay                                | Christopher O'Hare                                                                                   | Reino Unido                              | Documentário                         | Simon Harvey | Sobre um homem que não pode conciliar sua sexualidade com sua religião e cometeu suicídio                                                            |
| The Birdcage                                        | Mike Nichols                                                                                         | EUA                                      | Comédia, Drama                       | Robin Williams, Gene Hackman, Nathan Lane, Dianne Wiest, Dan Futterman, Calista Flockhart, Hank Azaria, Christine Baranski | Refilmagem americana do filme francês La Cage aux Folles de 1978                                                                                     |
| Bomgay                                              | Riyad Vinci Wadia                                                                                    | Índia                                    | Curta                                | Rahul Bose, Kushal Punjabi, Tarun Shahani, R. Raj Rao, Farud Cambata, Freddy Firoze                                        | Coleção de 6 curtas baseados na poesia gay de R Raj Rao                                                                                              |
| Boot Camp                                           | John Scott Matthews                                                                                  | EUA                                      | Curta, Musical                       | Matthew Solari, John Cantwell, Tyne Firmin, Alex Benjamin, Doug Bradford, Dave Kibbe                                       | Um homem explorando sua sexualidade visita um bar gay BDSM onde dança com um leather daddy                                                           |
| Bound                                               | Lilly e Lana Wachowski                                                                               | EUA                                      | Crime, Drama                         | Gina Gershon, Jennifer Tilly, Joe Pantoliano, Mary Mara, Susie Bright, Margaret Smith, Barry Kivel                         | |
| Boyfriends                                          | Tom Hunsinger, Neil Hunter                                                                           | Reino Unido                              | Comédia                              | James Dreyfus, Mark Sands, Michael Urwin, Andrew Ableson, David Coffey, Darren Petrucci, Michael McGrath                   | trad. Namorados Três casais gays, todos com problemas na relação, passam um fim de semana perto da praia                                             |
| Breaking the Code                                   | Herbert Wise                                                                                         | Reino Unido                              | Biográfico                           | Derek Jacobi, Alun Armstrong, Blake Ritson, Prunella Scales, Harold Pinter, Julian Kerridge                                | Sobre o matemático inglês Alan Turing |
| Bubbeh Lee and Me                                   | Andy Abrahams Wilson                                                                                 | EUA                                      | Curta                                | Lee Abrahams | O diretor gay filma seu tempo com sua avó judia |
| Bubbles Galore                                      | Cynthia Roberts                                                                                      | EUA                                      | Comédia, Erótico                     | Nina Hartley, Tracy Wright, Daniel MacIvor, Shawna Sexton, Hillar Liitoja, Annie Sprinkle                                  | Uma estrela pornô bissexual procura independência em uma indústria dominada por homens                                                               |
| Butch Camp                                          | Alessandro De Gaetano                                                                                | EUA                                      | Comédia                              | Judy Tenuta, Paul Denniston, Jason Teresi, Jordan Roberts, Bill Ingraham, Jon Kimlicko, Eric Aviles, Alan Ball             | Um homem gay passivo vai para o "Acampamento Butch" para aprender a ser mais assertivo                                                               |
| Camping Cosmos                                      | Jan Bucquoy                                                                                          | Bélgica                                  | Comédia                              | Jean-Henri Compère, Fanny Hanciaux, Lolo Ferrari, Jean-Paul Dermont, Noe Francq, Claude Semal, Noël Godin                  | Uma continuação do filme La Vie sexuelle des Belges 1950–78 É uma história não-convencional sobre os hábitos sexuais dos belgas                      |
| Caress of the Vampire                               | Frank Terranova                                                                                      | EUA                                      | Erótico, Fantasia, Ficção Científica | Paulina Monet, Jessica English, Darien Price, Joe Moller, Bob Gonzo                                                        | Uma vampira lésbica de outro planeta vem para a Terra a procura de uma amante                                                                        |
| Cat Swallows Parakeet and Speaks!                   | Ileana Pietrobruno                                                                                   | Canadá                                   | Drama, Terror                        | Rachel Cronin, Crystal Dahl, Alex Ferguson, Tara Frederick, Rebecca Godin, Mina E. Mina                                    | Uma versão gótica d'As Mil e Uma Noites |
| Chacun cherche son chat                             | Cédric Klapisch                                                                                      | França                                   | Comédia                              | Garance Clavel, Zinedine Soualem, Renée Le Calm, Olivier Py, Simon Abkarian, Marilyne Canto                                | trad. O Gato Sumiu Uma mulher procura seu gato desaparecido pelo seu bairro e conhece muitos personagens excêntricos                                 |
| The Chain Reaction                                  | Xavier                                                                                               | EUA                                      | Romance, Erótico                     | Johan Paulik, Alan Greksa, Andrej Milic, Daniel Valent, Erik Kovac, Kristian Jensen                                        | Um jovem vai a um bar gay pela primeira vez e se sente atraído pelo barman                                                                           |
| Childhood’s End                                     | Jeff Lipsky                                                                                          | EUA                                      | Romance, Drama, Comédia              | Sam Trammell, Edie Falco, Colleen Werthmann, Cameron Foord, Bridget Ann White, Reiko Aylesworth                            | Sobre dois adolescentes descobrindo sua sexualidade                                                                                                  |
| Citizen Ruth                                        | Alexander Payne                                                                                      | EUA                                      | Comédia                              | Laura Dern, Swoosie Kurtz, Kurtwood Smith, Mary Kay Place, Kelly Preston, M.C. Gainey                                      | |
| Cosi                                                | Mark Joffe                                                                                           | Austrália                                | Comédia, Drama                       | Ben Mendelsohn, Barry Otto, Toni Collette, Rachel Griffiths, Aden Young, Colin Friels                                      | Um diretor de teatro amador começa a trabalhar em um hospital psiquiátrico                                                                           |
| Cosmos                                              | Jennifer Alleyn, Manon Briand, Marie-Julie Dallaire, Arto Paragamian, André Turpin, Denis Villeneuve | Canadá                                   | Antologia                            | Igor Ovadis | Um compilado de seis curtas |
| Crash                                               | David Cronenberg                                                                                     | Reino Unido, Canadá                      | Terror, Drama                        | James Spader, Deborah Kara Unger, Elias Koteas, Holly Hunter, Rosanna Arquette, Peter MacNeill, Judah Katz                 | |
| Cynara: Poetry in Motion                            | Nicole Conn                                                                                          | EUA                                      | Curta, Drama, Romance                | Johanna Nemeth, Melissa Hellman                                                                                            | trad. Cynara: Poesia em Movimento A amizade entre duas mulheres se transforma em paixão                                                              |
| The Dadshuttle                                      | Tom Donaghy                                                                                          | EUA                                      | Curta                                | Peter Maloney, Matt McGrath                                                                                                | Uma conversa entre pai e filho |
| Daayraa                                             | Amol Palekar                                                                                         | Índia                                    | Musical, Drama                       | Nirmal Pandey, Sonali Kulkarni, Faiyyaz, Rekha Sahay, Nina Kulkarni, Haidar Ali                                            | Uma mulher raptada é resgatada por uma hijra e as duas passam a viajar juntas                                                                        |
| O Delicado                                          | Nelson Rodrigues, Daniel Filho                                                                       | Brasil                                   | Curta                                | Caio Junqueira, Yoná Magalhães, José Wilker, Georgiana Góes, José Mayer, Mônica Torres                                     | [ 35 ] |
| The Delta                                           | Ira Sachs                                                                                            | EUA                                      | Drama                                | Shayne Gray, Thang Chan, Rachel Zan Huss, Colonious David, Charles J. Ingram, Mai Ballard, Gene Crain                      | Um jovem de 18 anos lentamente descobre sua sexualidade                                                                                              |
| Diabolique                                          | Jeremiah S. Chechik                                                                                  | EUA                                      | Suspense, Terror                     | Sharon Stone, Isabelle Adjani, Chazz Palminteri, Kathy Bates, Spalding Gray, Shirley Knight                                | Refilmagem americana do filme francês Les Diaboliques de 1955                                                                                        |
| Different for Girls                                 | Richard Spence                                                                                       | Reino Unido, França                      | Comédia                              | Rupert Graves, Steven Mackintosh, Miriam Margolyes, Saskia Reeves, Charlotte Coleman, Nisha Nayar                          | |
| Dirty Laundry                                       | Richard Fung                                                                                         | Canadá                                   | Curta                                | Jo Alcampo, Andy Quan, T.H. Xia                                                                                            | Um jovem sino-canadense reflete sobre a ligação entre a possível homossexualidade de seu tio e sua própria identidade                                |
| Dong gong xi gong (东宫西宫)                        | Zhang Yuan                                                                                           | China                                    | Drama                                | Si Han, Hu Jun, Jing Ye, Wei Zhao                                                                                          | trad. O Outro Lado da Cidade Proibida Primeiro filme da China continental de tema explicitamente gay                                                 |
| Dulces Compañías                                    | Óscar Blancarte                                                                                      | México                                   | Suspense, Drama                      | José Juan Lucas, Roberto Cobo, Ana Martín                                                                                  | Um prostituto faz jogos mentais com seus clientes |
| Earworm                                             | Andrew Hull                                                                                          | Canadá                                   | Ficção Científica, Comédia           | | Um grupo anarquista de amantes de karaokê contrai um vírus misterioso que estimula um vício em música techno e em sugar os ouvidos de outras pessoas |
| Echte Kerle                                         | Rolf Silber                                                                                          | Alemanha                                 | Comédia, Romance                     | Christoph M. Ohrt, Carin C. Tietze, Tim Bergmann, Oliver Stokowski, Rudolf Kowalski, Dieter Brandecker                     | Um policial largado pela noiva acorda nos braços de um mecânico gay depois de uma noitada                                                            |
| Edinboro Lo Mechaka Li                              | Erez Laufer                                                                                          | Israel                                   | Documentário                         | Hagai Ayad, Itzik Cohen, Tzahi Grad, Noam Meiri                                                                            | Peça sobre a vida de homens gays em Israel filmada em Edimburgo                                                                                      |
| L'escorte                                           | Denis Langlois                                                                                       | Canadá                                   | Comédia                              | Paul-Antoine Taillefer, Eric Cabana, Robin Aubert, Marie-Claude Lefebvre, Patrice Coquereau                                | Um casal gay faz amizade com um homem que eles acreditam ser um stripper                                                                             |
| Everything Relative                                 | Sharon Pollack                                                                                       | EUA                                      | Comédia                              | Monica Bell, Carol Schneider, Ellen McLaughlin, Gabriella Messina, Olivia Negron, Stacey Nelkin                            | Um grupo de velhas amigas se reencontram durante um fim de semana                                                                                    |
| Family Values: An American Tragedy                  | Pam Walton                                                                                           | EUA                                      | Documentário                         | | Uma família divida por extremismo religioso, onde o pai da diretora não fala com ela a 15 anos por ela ser lésbica                                   |
| Female Perversions                                  | Susan Streitfeld                                                                                     | EUA                                      | Romance, Drama                       | Tilda Swinton, Amy Madigan, Karen Sillas, Frances Fisher, Clancy Brown, Marcia Cross                                       | trad. Desejos Femininos Uma ambiciosa advogada procura prazer sexual com homens e mulheres                                                           |
| Fetishes                                            | Nick Broomfield                                                                                      | Reino Unido                              | Documentário                         | Mistress Beatrice, Nick Broomfield, Mistress Catherine, Mistress Delilah, Mistress Natasha, Mistress Raven                 | Filmado no Pandora's Box, um clube BDSM em Manhattan                                                                                                 |
| Fire                                                | Deepa Mehta                                                                                          | Índia, Canadá                            | Drama                                | Nandita Das, Shabana Azmi, Karishma Jhalani, Ramanjit Kaur, Dilip Mehta, Javed Jaffrey                                     | Provocou grande controvérsia na Índia, por abordar claramente as relações homossexuais e a liberdade de expressão                                    |
| Flirting with Disaster                              | David O. Russell                                                                                     | EUA                                      | Comédia                              | Ben Stiller, Patricia Arquette, Téa Leoni, Mary Tyler Moore, George Segal, Alan Alda                                       | |
| Flow                                                | Quentin Lee                                                                                          | EUA, Canadá                              | Drama                                | Francis Acquas, Mark Bringelson, Ray Chang, BP Cheng, Lela Lee, Jeremy Maxwell, Tedd Szeto                                 | Um cineasta chinês gay de 22 anos fala de seu trabalho e sua vida amorosa                                                                            |
| Fotos                                               | Elio Quiroga                                                                                         | Espanha                                  | Crime, Terror                        | Gustavo Salmerón, Mercedes Ortega, Miguel Molina, Diana Peñalver, Myriam De Maeztu, Simón Andreu                           | [ 49 ] |
| Foxfire                                             | Annette Haywood-Carter                                                                               | EUA                                      | Drama                                | Angelina Jolie, Hedy Burress, Jenny Lewis, Jenny Shimizu, Sarah Rosenberg, Peter Facinelli                                 | |
| Freeway                                             | Matthew Bright                                                                                       | EUA                                      | Crime, Drama, Ação                   | Kiefer Sutherland, Reese Witherspoon, Wolfgang Bodison, Dan Hedaya, Amanda Plummer, Brooke Shields                         | Uma versão adulta e violenta da história de Chapeuzinho Vermelho                                                                                     |
| Gam chi yuk yip 2 (金枝玉葉 2)                      | Peter Chan                                                                                           | Hong Kong                                | Drama, Comédia, Romance              | Leslie Cheung, Anita Mui, Anita Yuen, Eric Tsang, Jordan Chan, Theresa Lee, Yee-Hung                                       | Uma continuação do filme Gam chi yuk yip de 1994 |
| Gay Cuba                                            | Sonja De Vries                                                                                       | Cuba, EUA                                | Documenário                          | Jennifer Maytorena Taylor (narradora)                                                                                      | Sobre o preconceito sofrido pela comunidade gay cubana após a revolução de 1959                                                                      |
| Get on the Bus                                      | Spike Lee                                                                                            | EUA                                      | Drama                                | Charles S. Dutton, Ossie Davis, Thomas Jefferson Byrd, Isaiah Washington, Harry Lennix, Andre Braugher                     | trad. Todos a Bordo |
| Girls Town                                          | Jim McKay                                                                                            | EUA                                      | Drama, Comédia                       | Lili Taylor, Bruklin Harris, Anna Grace, Aunjanue Ellis, Ramya Pratt, Asia Minor                                           | [ 54 ] |
| Good Citizen: Betty Baker                           | Shawna Dempsey, Lorri Millan                                                                         | Canadá                                   | Curta                                | | Uma dona de casa rastreia o desaparecido príncipe Charles                                                                                            |
| Green Plaid Shirt                                   | Richard Natale                                                                                       | EUA                                      | Drama, Romance                       | Gregory Phelan, Kevin Spirtas, Richard Israel, Russell Scott Lewis, Crystal Jackson, Jonathan Klein, Tony Campisi          | Sobre o relacionamento de um casal gay e seus amigos                                                                                                 |
| Green Pubes                                         | Tony Arena                                                                                           | EUA                                      | Curta, Animação                      | | Dois jovens se conhecem em uma boate punk |
| Greetings From Africa                               | Cheryl Dunye                                                                                         | EUA                                      | Curta                                | Nora Breen, Cheryl Dunye, Jocelyn Taylor, Jackalyn Woodsey                                                                 | Mostra as experiências de uma mulher lésbica nos anos 90                                                                                             |
| Hand in Hand                                        | Lasse Persson                                                                                        | Suécia                                   | Curta, Animação                      | | Três garotas de raças diferentes conhecem uma terceira e tem que enfrentar seus preconceitos                                                         |
| Heaven-6-Box                                        | Hiroyuki Oki                                                                                         | Japão                                    | Antologia                            | | Seis curtas encomendados pela cidade de Kochi para comemorar a inauguração de seu museu de arte moderna                                              |
| Un héros très discret                               | Jacques Audiard                                                                                      | França                                   | Guerra, Drama                        | Mathieu Kassovitz, Anouk Grinberg, Sandrine Kiberlain, Albert Dupontel, Jean-Louis Trintignant, Nadia Barentin             | No final da Segunda Guerra, um homem descobre que sua mãe colaborou com os nazistas e decide caçar outros que fizeram o mesmo                        |
| HIV & Aids - Fact or Fraud                          | Stephen Allen                                                                                        | EUA                                      | Documentário                         | | [ 62 ] |
| Hollow Reed                                         | Angela Pope                                                                                          | Reino Unido, Alemanha, Espanha           | Drama                                | Martin Donovan, Joely Richardson, Sam Bould, Ian Hart, Jason Flemyng, Roger Lloyd-Pack, David Calder                       | Um homem gay divorciado começa a suspeitar que seu filho está sendo abusado pelo namorado de sua ex-esposa                                           |
| Homecoming: A Short Film about Ajamu                | Topher Campbell                                                                                      | Reino Unido                              | Curta, Documentário                  | Ajamu Ikwe-Tyehimba, Michael Cadette, Kobena Mercer, Stuart Hall, C.J. Mercer, Valerie Cockburn                            | Um fotógrafo negro gay retorna sua cidade natal para expor seu trabalho                                                                              |
| Hu-Du-Men (虎度門)                                  | Shu Kei                                                                                              | Hong Kong                                | Drama, Comédia                       | Josephine Siao, Anita Yuen, Waise Lee, Chung King-Fai, Daniel Chan, Hiu-Tung Lee, Heung-Kam                                | |
| Hustler White                                       | Rick Castro, Bruce LaBruce                                                                           | Alemanha, Canadá                         | Romance, Drama                       | Tony Ward, Bruce La Bruce, Alex Austin, Kevin Kramer, Ron Athey, Glen Meadmore, Ivar Johnson                               | Sátira sobre acompanhantes gays, seus clientes, e a indústria pornô                                                                                  |
| If Looks Could Kill                                 | Sheldon Larry                                                                                        | EUA                                      | Crime, Drama                         | Antonio Sabàto, Jr., Maury Chaykin, Brad Dourif, John Walsh, Anne De Salvo, Erich Anderson                                 | A história real de John Hawkins, que seduzia homens e mulheres para alcançar seus objetivos e acabou envolvido em um assassinato                     |
| I’ll Always Be Anthony                              | Vincent Prezioso                                                                                     | EUA                                      | Comédia, Drama                       | Anthony Saladino, Erin Christensen, Jason Pabon, Stephanie Krammer                                                         | Segue um garoto gay de sua infância até sua adolescência                                                                                             |
| I'll Be Your Mirror                                 | Edmund Coulthard, Nan Goldin                                                                         | EUA                                      | Documentário                         | | Um retrato da fotógrafa americana Nan Goldin |
| Indian Summer                                       | Nancy Meckler                                                                                        | Reino Unido                              | Comédia, Drama                       | Jason Flemyng, Antony Sher, Bill Nighy, Diane Parish, Dorothy Tutin, Anthony Higgins, Philip Voss, Aiden Waters            | trad. De Bem Com a Vida Também conhecido como Alive and Kicking Segue um jovem bailarino lutando contra a AIDS                                       |
| Irma Vep                                            | Olivier Assayas                                                                                      | França                                   | Drama, Comédia                       | Maggie Cheung, Jean-Pierre Léaud, Nathalie Richard, Antoine Basler, Nathalie Boutefeu, Alex Descas                         | |
| I Shall Not Be Removed: The Life of Marlon Riggs    | Karen Everett                                                                                        | EUA                                      | Documentário                         | Marlon Riggs | Sobre a vida e a obra do cineasta negro Marlon Riggs, que era abertamente gay                                                                        |
| I Shot Andy Warhol                                  | Mary Harron                                                                                          | EUA, Reino Unido                         | Biográfico, Drama                    | Lili Taylor, Jared Harris, Stephen Dorff, Martha Plimpton, Lothaire Bluteau, Anna Levine, Peter Friedman                   | trad. Um Tiro Para Andy Warhol Sobre a vida de Valerie Solanas e seu relacionamento com o artista Andy Warhol                                        |
| İstanbul Kanatlarımın Altında                       | Mustafa Altıoklar                                                                                    | Turquia                                  | Drama, Romance, Aventura             | Ege Aydan, Okan Bayülgen, Beatriz Rico, Burak Sergen, Savaş Ay, Zuhal Olcay, Haluk Bilginer, Tuncel Kurtiz                 | trad. Istambul Sob Minhas Asas Uma dramatização do suposto voo de Hezarfen Ahmet Çelebi através do estreito de Bósforo                               |
| It's Elementary: Talking About Gay Issues in School | Debra Chasnoff, Helen Cohen                                                                          | EUA                                      | Documentário                         | Bob Smith | Mostra como professores podem explicar a homossexualidade para seus alunos                                                                           |
| It's My Party                                       | Randal Kleiser                                                                                       | EUA                                      | Drama                                | Eric Roberts, Margaret Cho, Lee Grant, Bruce Davison, Olivia Newton-John, George Segal, Marlee Matlin                      | trad. A Última Festa Baseado na morte de Harry Stein, um arquiteto que era o ex-amante de diretor                                                    |
| I was a Jewish Sex Worker                           | Phillip B. Roth                                                                                      | EUA                                      | Documentário                         | Brandon Judell, Lynn Krupp, Phillip B. Roth, Rosa von Praunheim, Phideaux Xavier, Annie Sprinkle                           | Uma autobiografia do diretor, sobre seu passado como garoto de programa e seu relacionamento com sua família judia                                   |
| Jia nan jia nu (假男假女)                           | John Hau                                                                                             | Hong Kong                                | Romance                              | Kwok-Pong Chan, Pauline Chan, Kevin Cheng, Raymond Cho, Edmond Leung, Ga-Fai Ng                                            | [ 75 ] |
| Jim Loves Jack                                      | David Adkin                                                                                          | Canadá                                   | Documentário                         | Jim Egan, John Norris "Jack" Nesbit                                                                                        | Sobre o casal no centro do caso Egan v Canada na Suprema Corte do Canadá, que proibiu a discriminação contra homossexuais                            |
| Jodie: An Icon                                      | Pratibha Parmar                                                                                      | Reino Unido                              | Curta                                | Nicole Conn, Jodie Foster, Jenni Olson                                                                                     | Mostra o impacto da atriz Jodie Foster na comunidade lésbica                                                                                         |
| johns                                               | Scott Silver                                                                                         | EUA                                      | Drama                                | David Arquette, Lukas Haas, Wilson Cruz, Keith David, Christopher Gartin, Elliott Gould, Terrence Dashon Howard            | Sobre dois prostitutos de Los Angeles |
| Kalvarija                                           | Zvonimir Maycug                                                                                      | Croácia                                  | Drama                                | Miran Javorović, Vedrana Likan, Roswitha Mir, Mato Pavelić, Dubravko Sidor, Sanja Vujčić                                   | O superintendente de um velho castelo preso em um casamento infeliz se apaixona por um jovem jornalista durante uma viagem                           |
| Kama Sutra: A Tale of Love                          | Mira Nair                                                                                            | Índia, Reino Unido, EUA, Japão, Alemanha | Drama, Romance, Histórico            | Indira Varma, Sarita Choudhury, Ramon Tikaram, Naveen Andrews, Rekha, Khalid Tyabji                                        | Duas amigas de infância se tornam rivais quando uma delas se casa com um príncipe                                                                    |
| Kavafis (Καβάφης)                                   | Yannis Smaragdis                                                                                     | Grécia                                   | Biográfico, Drama                    | Dimitris Katalifos, Vasilis Diamantopoulos, Maya Lymberopoulou, Lazaros Georgakopoulos                                     | Conta a vida do poeta grego homossexual Konstantínos Kaváfis                                                                                         |
| Kondom des Grauens                                  | Martin Walz                                                                                          | Alemanha, Suíça                          | Comédia, Terror, Romance             | Udo Samel, Peter Lohmeyer, Iris Berben, Leonard Lansink, Marc Richter, Evelyn Künneke                                      | trad. A Camisinha Assassina Baseado nos quadrinhos Kondom des Grauens e Bis auf die Knochen de Ralf König                                            |
| Os Ladrões                                          | André Téchiné                                                                                        | França                                   | Policial, Romance, Drama             | Catherine Deneuve, Daniel Auteuil, Laurence Côte, Benoît Magimel, Fabienne Babe, Didier Bezace                             | |
| Late Bloomers                                       | Julia Dyer                                                                                           | EUA                                      | Comédia, Romance                     | Connie Nelson, Dee Hennigan                                                                                                | Uma treinadora de basquete se apaixona pela secretária da escola onde trabalha                                                                       |
| Leather                                             | Hardy Haberman                                                                                       | EUA                                      | Curta                                | | Entrevista vários entusiastas da subcultura do couro                                                                                                 |
| Legacies                                            | Sean Weakland                                                                                        | EUA                                      | Curta, Documentário                  | Connell 'Rocky' O'Donovan                                                                                                  | Quatro homens gays ex-mórmons falam sobre suas vidas e as torturas que sofreram na 'terapia de conversão sexual'                                     |
| Letters From Home                                   | Mike Hoolboom                                                                                        | Canadá                                   | Curta                                | Callum Keith Rennie | |
| Life                                                | Lawrence Johnston                                                                                    | Austália                                 | Drama                                | John Brumpton, David Tredinnick, Kevin Hopkins, Robert Morgan, Ian Scott, Noel Jordan                                      | Um grupo de prisioneiros soropositivos são isolados em uma ala da prisão                                                                             |
| Life and Death on the A-list                        | Jay Corcoran                                                                                         | EUA                                      | Documentário                         | Tom McBride | Segue o ator soropositivo Tom McBride em seus últimos meses de vida                                                                                  |
| Lilies                                              | John Greyson                                                                                         | Canadá                                   | Romance, Drama                       | Brent Carver, Marcel Sabourin, Aubert Pallascio, Jason Cadieux, Matthew Ferguson, Danny Gilmore                            | trad. Lírios Um bispo ouve a confissão de um prisioneiro gay e recorda seus próprios desejos homossexuais reprimidos                                 |
| Listen                                              | Gavin Wilding                                                                                        | EUA                                      | Suspense                             | Brooke Langton, Sarah Buxton, Gordon Currie, Andy Romano, J.H. Wyman                                                       | |
| Losing Chase                                        | Kevin Bacon                                                                                          | EUA                                      | Drama                                | Helen Mirren, Kyra Sedgwick, Beau Bridges, Michael Yarmush, Lucas Denton                                                   | Uma mulher se recuperando de um colapso nervoso e a mulher encarregada de cuidar dela tem um relacionamento turbulento                               |
| Love and Other Catastrophes                         | Emma-Kate Croghan                                                                                    | Austrália                                | Comédia, Romance                     | Matt Day, Matthew Dyktynski, Alice Garner, Frances O'Connor, Radha Mitchell, Suzi Dougherty, Kim Gyngell                   | trad. Amor e Outras Catástrofes |
| Des Majorettes dans L'espace                        | David Fourier                                                                                        | França                                   | Curta                                | Aurelien Bianco, Cleo Delacruz, Jean-Marc Delacruz                                                                         | [ 90 ] |
| Maledicta Electronica                               | John Maybury                                                                                         | Reino Unido                              | Fantasia                             | | Uma jornada pelo mundo das performances, S&M, política, e poesia                                                                                     |
| Maman et Ève                                        | Paul Carrière                                                                                        | Canadá                                   | Curta, Documentário                  | Rachel, Suzanne, Jeannine, Paulette                                                                                        | Segue quatro mulheres de 40 anos de Ontario se assumindo como lésbicas                                                                               |
| Marciando nel buio                                  | Massimo Spano                                                                                        | Itália                                   | Guerra, Drama                        | Jean-Marc Barr, Massimo Dapporto, Thomas Kretschmann, Ottavia Piccolo, Flavio Albanese, Roberto Citran                     | Um jovem recruta descobre que os soldados de seu batalhão se prostituem                                                                              |
| Mariposas en el Andamio                             | Margaret Gilpin, Luis Felipe Bernaza                                                                 | Cuba                                     | Documentário                         | | Sobre a comunidade drag no bairro de La Güinera, na Cuba pós-revolução                                                                               |
| Más que amor, frenesí                               | Alfonso Albacete, Miguel Bardem, David Menkes                                                        | Espanha                                  | Comédia, Drama, Suspense             | Nancho Novo, Cayetana Guillén Cuervo, Ingrid Rubio, Beatriz Santiago, Gustavo Salmerón, Javier Manrique                    | [ 95 ] |
| Me Wo Tojite Daite (目を閉じて抱いて)               | Itsumichi Isomura                                                                                    | Japão                                    | Romance, Drama                       | Kumiko Takeda, Kazuya Takahashi, Natsue Yoshimura                                                                          | Um triângulo amoroso entre um homem, sua namorada, e uma prostituta travesti                                                                         |
| Miguel, Ma Belle                                    | George Camarda                                                                                       | EUA                                      | Curta, Comédia, Drama                | Christopher Berger, Izzy Castillo, Yvonne Delet, Tony Jared, Joseph Landry, Robert Maisonette                              | Dois homens terminam seu relacionamento quando um deles descobre que é soropositivo                                                                  |
| Mirror Mirror                                       | Baillie Walsh                                                                                        | EUA                                      | Documentário                         | Consuela Cosmetic, Hector Xtravaganza, Gina Germaine, Ms. Hawaiian Angie, Bruce Benderson, Amilia Black                    | Mostra a vida de Consuela Cosmetic, uma mulher trans negra de Nova Iorque que morreu em decorrência da AIDS em 1996                                  |
| Moments with Johan                                  | Mike Esser                                                                                           | República Checa                          | Erótico, Documentário                | Mike Esser, Johan Paulik                                                                                                   | [ 99 ] |
| Moucle's Island                                     | Mike Hoolboom                                                                                        | Canadá                                   | Curta, Experimental                  | Moucle Blackout | [ 100 ] |
| Muerte en Granada                                   | Marcos Zurinaga                                                                                      | Espanha, EUA                             | Biográfico                           | Andy García, Esai Morales, Naím Thomas, Tony Plana, Guillermo de Cun, Axel Anderson                                        | trad. O Desaparecimento de Garcia Lorca Um jornalista investiga o desaparecimento do famoso poeta e Frederico Garcia Lorca                           |
| MURDER and murder                                   | Yvonne Rainer                                                                                        | EUA                                      | Romance, Drama                       | Joanna Merlin, Kathleen Chalfant, Catherine Kellner, Isa Thomas, Jennie Moreau, Kendal Thomas                              | Romance entre uma lésbica experiente e uma mulher que está se apaixonando por uma mulher pela primeira vez                                           |
| Must Be the Music                                   | Nickolas Perry                                                                                       | EUA                                      | Curta, Drama                         | Michael Saucedo, Justin Urich, Travis Sher, Milo Ventimiglia                                                               | Segue quatro homens gays em uma noite de Los Angeles                                                                                                 |
| My Friend Joe                                       | Chris Bould                                                                                          | Reino Unido                              | Drama                                | Schuyler Fisk, John Cleere, Stephen McHattie, Stanley Townsend, Pauline McLynn, Eoin Hughes                                | [ 104 ] |
| My Night with Reg                                   | Roger Michell                                                                                        | Reino Unido                              | Drama                                | David Bamber, Anthony Calf, Joe Duttine, Roger Frost, Kenneth MacDonald, John Sessions                                     | Mostra a comunidade gay de Londres na metade dos anos 80, em meio a crise da AIDS                                                                    |
| My Summer Vacation                                  | Sky Gilbert                                                                                          | Canadá                                   | Comédia, Romance, Drama              | Clinton Walker, Christofer Williamson, Ann Holloway, Caroline Gillis, Sonja Mills, Ellen-Ray Hennessy                      | Segue as aventuras de um jovem gay que filma tudo que faz durante o verão para enviar ao seu namorado                                                |
| Naamsaang-neuiseung (男生女相：華語電影之性別)      | Stanley Kwan                                                                                         | Hong Kong, Reino Unido                   | Documentário                         | Cheh Chang, Kaige Chen, Leslie Cheung, Peggy Chiao, Allen Fong, Hsiao-hsien Hou                                            | Também conhecido como Yang ± Yin: Gender In Chinese Cinema Mostra a representação de assuntos LGBT no cinema de Hong Kong, China, e Taiwan           |
| Naeilro Heureuneun Kang (내일로 흐르는 강)          | Park Jae-ho                                                                                          | Coreia do Sul                            | Drama                                | Ye-ryeong Kim, Hong-seong Lee, Dae-yeon Lee, Gye-nam Myeong, In-cheol Lee, Se-dong Kim                                     | Três histórias envolvendo três gerações da mesma família                                                                                             |
| Nerolio                                             | Aurelio Grimaldi                                                                                     | Itália                                   | Biográfico, Drama                    | Marco Cavicchioli, Lucia Sardo, Vincenzo Crivello, Piera Degli Esposti, Franco Mirabella, Mauro Lenares                    | Sobre a vida, a morte, e o impacto do cineasta e poeta Pier Paolo Pasolini                                                                           |
| Never Met Picasso                                   | Stephen Kijak                                                                                        | EUA                                      | Romance, Drama, Comédia              | Alexis Arquette, Georgia Ragsdale, Margot Kidder, Don McKellar, Keith David, Alvin Epstein                                 | Um artista gay que vive com sua mãe é constantemente rejeitado por escolas de arte e amantes                                                         |
| Nice To Meet You, Please Don't Rape Me!             | Aryan Kaganof                                                                                        | Países Baixos                            | Drama                                | Bill Curry, Gustav Grass, Eric Miyeni, Matthew Oats, Winnie Ryall                                                          | [ 111 ] |
| Not Alone: A Hallowe'en Romance                     | Paul Hasick                                                                                          | Canadá                                   | Curta                                | Michael Donald, Elizabeth Foulds, Giovanni Smaldino                                                                        | Um jovem gay e sua colega de quarto lésbica tentam ter uma noite tranquila, mas é Halloween                                                          |
| On Earth as It is in Heaven                         | Ross Crookshank                                                                                      | Reino Unido                              | Curta                                | Stewart Bennett, Jason Maylin, Dale Tanner                                                                                 | Sobre repressão religiosa e fantasias eróticas |
| Enas ouranos gematos asteria                        | Christos Dimas                                                                                       | Grécia                                   | Curta                                | Babis Giotopoulos, Ersi Malikenzou, Panagiotis Zaganiaris                                                                  | Mostra a vida de um jovem soropositivo |
| Parfait Amour!                                      | Catherine Breillat                                                                                   | França                                   | Drama, Romance                       | Isabelle Renauld, Francis Renaud, Laura Saglio, Alain Soral, Michele Reme, Alice Mitterrand                                | [ 115 ] |
| Pasajes                                             | Daniel Calparsoro                                                                                    | Espanha                                  | Suspense, Drama                      | Najwa Nimri, Alfredo Villa, Ion Gabella, Charo López                                                                       | Uma criminosa lésbica tenta seduzir uma mulher de meia idade hétero a ser sua namorada                                                               |
| Paul Monette: The Brink of Summer's End             | Monte Bramer                                                                                         | EUA                                      | Documentário                         | Judith Light, Robert Desiderio, Tom Hulce, Jonathan Fried, Linda Hunt, Paul Monette                                        | Explora a vida e obra do falecido escritor e ativista gay Paul Monette                                                                               |
| Pédale Douce                                        | Gabriel Aghion                                                                                       | França                                   | Comédia                              | Patrick Timsit, Fanny Ardant, Richard Berry, Michèle Laroque, Jacques Gamblin, Dominique Besnehard                         | |
| The People vs. Larry Flynt                          | Milos Forman                                                                                         | EUA                                      | Drama                                | Woody Harrelson, Courtney Love, Edward Norton, Donna Hanover, James Cromwell, Crispin Glover                               | |
| The Pillow Book                                     | Peter Greenaway                                                                                      | Reino Unido, França                      | Drama, Romance                       | Vivian Wu, Yoshi Oida, Ken Ogata, Hideko Yoshida, Ewan McGregor, Yutaka Honda                                              | |
| Qiangpo baoguang                                    | Jo-Fei Chen                                                                                          | Taiwan                                   | Documentário                         | An-Chen Chiu, Chih-xing Wen                                                                                                | Um jovem gay é encorajado por um professor a inscrever uma poesia sua em uma competição de escrita                                                   |
| Raising Heroes                                      | Douglas Langway                                                                                      | EUA                                      | Drama, Ação                          | Robert Zolli, Greg Bodkin, Nicholas Siljee, Julian Safavi, James Pappas, Victor Barbella                                   | Um casal gay tenta adotar uma criança, mas isso se torna quase impossível quando um deles testemunha um assassinato da máfia                         |
| Real Money                                          | Ron Peck                                                                                             | Reino Unido                              | Crime, Drama, Ação                   | Jimmy Flint, Dean Hollington, Mark Kaylor, Rita Lawrence, Jason Rowland, Jimmy Tibbs                                       | Segue um grupo de jovens boxeadores que são tentados por uma vida de crimes                                                                          |
| Red Ribbon Blues                                    | Charles Winkler                                                                                      | EUA                                      | Comédia, Drama                       | Paul Mercurio, Debi Mazar, RuPaul, John Epperson, Lisa Waltz, David Spielberg, Leland Orser, Alan Boyce                    | Cansados de enterrar seu amigos, dois homens gays planejam roubar remédios caros para conter a AIDS                                                  |
| Rescuing Desire                                     | Adam Rodgers                                                                                         | EUA                                      | Romance                              | Melinda Mullins, Tamara Tunie, Caitlin Dulany, Lea DeLaria, Allison Janney                                                 | Uma enfermeira prestes a se casar suspeita ser lésbica                                                                                               |
| Une robe d'été                                      | François Ozon                                                                                        | França                                   | Curta                                | Frédéric Mangenot, Sébastien Charles, Lucia Sanchez                                                                        | trad. Um Vestido de Verão |
| Romeo + Juliet                                      | Baz Luhrmann                                                                                         | EUA                                      | Romance, Drama                       | Leonardo DiCaprio, Claire Danes, John Leguizamo, Harold Perrineau, Pete Postlethwaite, Paul Sorvino                        | Nesta adaptação de Romeu e Julieta, o personagem Mercúcio é abertamente gay                                                                          |
| Rosebud                                             | Cheryl Farthing                                                                                      | Reino Unido                              | Curta                                | Doreene Blackstock, Julie Graham                                                                                           | Uma mulher se sente atraída por suas vizinhas lésbicas                                                                                               |
| Sechinku (세친구)                                   | Yim Soon-rye                                                                                         | Coreia do Sul                            | Drama                                | Hyun-sung Kim, Hee-suk Jung, Jang-won Lee, Young-soo Kim, Hwa Young Kim, So-hee Cho                                        | Sobre a vida e a amizade entre três jovens tentando entrar para a universidade                                                                       |
| Šeptej                                              | David Ondříček                                                                                       | República Checa                          | Romance                              | Tatiana Vilhelmová, Jan P. Muchow, Martin Myšička, Jan Čechtický, Kateřina Winterová, Nikola Hejko                         | Uma adolescente foge de sua educação militar e vai para Praga onde é acolhida por um grupo mais velho                                                |
| Set It Off                                          | F. Gary Gray                                                                                         | EUA                                      | Ação, Crime, Drama                   | Jada Pinkett, Queen Latifah, Vivica A. Fox, Kimberly Elise, John C. McGinley, Ella Joyce, Dr. Dre, WC                      | [ 128 ] |
| Shaving the Castro                                  | Johnny Symons                                                                                        | EUA                                      | Curta                                | Louie Sisneros, Johnny Symons                                                                                              | Sobre uma barbearia de clientela LGBT que opera desde 1947                                                                                           |
| A Short Film About Us                               | Ramses Underhill-Smith                                                                               | Reino Unido                              | Curta                                | | Mostra como a identidade cultural afeta a identidade lésbica                                                                                         |
| Siren                                               | Charles Bracewell                                                                                    | Nova Zelândia                            | Curta                                | Craig Hall, Dean O'Gorman                                                                                                  | [ 131 ] |
| Skin & Bone                                         | Everett Lewis                                                                                        | EUA                                      | Comédia                              | B. Wyatt, Alan Boyce, Nicole Dillenberg, Garret Scullin, Chad Kula, Susannah Melvoin                                       | trad. Pele e Desejo Segue três prostitutos de Los Angeles e sua cafetina                                                                             |
| Sleepers                                            | Barry Levinson                                                                                       | EUA                                      | Suspense                             | Robert De Niro, Brad Pitt, Kevin Bacon, Jason Patric, Ron Eldard, Billy Crudup                                             | |
| Sling Blade                                         | Billy Bob Thornton                                                                                   | EUA                                      | Drama                                | Billy Bob Thornton, J. T. Walsh, John Ritter, Lucas Black, Natalie Canerday, James Hampton, Robert Duvall                  | |
| Smooch!                                             | Jeffrey A. Frederick                                                                                 | EUA                                      | Curta, Comédia                       | John Himmel | Um jovem sem-teto recebe ajuda de outro homem |
| Spokes                                              | Jörg Fockele                                                                                         | Alemanha, EUA                            | Curta, Drama                         | Spencer S. Barros, Mario Brassard, Kelly J. Brower, Tanya Kynd, Ivan Ingerman                                              | Um turista alemão em Nova Iorque conhece um homem no metrô e leva um souvenir para casa                                                              |
| Strait                                              | Evie Leder                                                                                           | EUA                                      | Curta                                | | Uma dinâmica voyeurística se desenvolve entre dois casais esperando o trem                                                                           |
| The Substance of Fire                               | Daniel J. Sullivan                                                                                   | EUA                                      | Drama                                | Tony Goldwyn, Timothy Hutton, Ron Rifkin, Sarah Jessica Parker, Lee Grant, Elizabeth Franz                                 | [ 136 ] |
| Suroh: Alien Hitchhiker                             | Patrick McGuinn                                                                                      | EUA                                      | Ficção Científica                    | Dominic Sartisius, Christopher Stein, Peter Gingerich, Danuta Jarecka, Bill Burns, Phillip DeLeon                          | Um homem resgata um alienígena ferido e passa por uma metamorfose psicosexual                                                                        |
| Sweaty Naked Male Flesh                             | Jordan Flaherty                                                                                      | EUA                                      | Curta                                | | Uma representação do mundo das boates gay dos anos 90                                                                                                |
| Symposium: Ladder of Love                           | Nick Sheehan                                                                                         | Canadá                                   | Documentário                         | Daniel MacIvor, Byron Ayanoglu, Brad Fraser, Gerald Hannon, Tomson Highway, Donald Martin                                  | Explora o significado e a natureza do amor através de uma perspectiva gay                                                                            |
| Tabu, dernier voyage                                | Yves de Peretti                                                                                      | França, Alemanha, Bélgica                | Documentário, Biográfico             | F. W. Murnau, Rüdiger Vogler, Charles Berling                                                                              | Sobre o cineasta alemão F. W. Murnau, que era abertamente gay                                                                                        |
| Tama asobi (たまあそび)                             | Hiroyuki Oki                                                                                         | Japão                                    | Drama                                | Yasuhiro Hashiguchi, Masakuni Ishibashi, Yasuhisa Kiyooka, Hotaru Hazuki                                                   | [ 141 ] |
| Tělo bez duše                                       | Wiktor Grodecki                                                                                      | República Checa                          | Documentário                         | Vaclav Cernogursky, David, Jarda, Marek, Matthew, Ota                                                                      | trad. Corpo Sem Alma O segundo filme da trilogia de Grodecki sobre prostituição masculina                                                            |
| Tempo                                               | Stefan Ruzowitzky                                                                                    | Áustria                                  | Comédia, Drama                       | Xaver Hutter, Simon Schwarz, Dani Levy, Nicolette Krebitz, Michou Friesz, Doris Schretzmayer                               | Um ciclista mensageiro imagina uma história para cada pacote que entrega, mas uma das fantasias acaba se tornando realidade                          |
| TLC: Year with a Leather Club                       | Randy A. Riddle                                                                                      | EUA                                      | Documentário                         | | Mostra os esforços políticos, educacionais, e para a angariação de fundos de uma boate gay de BDSM da Carolina do Norte                              |
| The Toilers and the Wayfarers                       | Keith Froelich                                                                                       | EUA                                      | Drama                                | Matt Klemp, Ralf Schirg, Andrew Woodhouse, Jerome Samuels, Michael Glen, Ralph Jacobus, Douglas Blacks                     | Dois adolescentes tentam esconder sua sexualidade e seu relacionamento de sua cidade puritana                                                        |
| Tromeo and Juliet                                   | Lloyd Kaufman                                                                                        | EUA                                      | Comédia, Terror                      | Jane Jensen, Will Keenan, Valentine Miele, William Beckwith, Steve Gibbons, Sean Gunn                                      | |
| Twilight of the Gods                                | Stewart Main                                                                                         | Nova Zelândia                            | Curta, Guerra                        | Greg Mayor, Marton Csokas                                                                                                  | Um guerreiro maori salva um soldado europeu ferido durante a Segunda Guerra                                                                          |
| Twisted                                             | Seth Michael Donsky                                                                                  | EUA                                      | Drama                                | Ray Aranha, Keivyn McNeill Grayes, Elise Ballard, Sharlene Brown, Erik Jensen, Anthony Crivello                            | Uma adaptação do romance Oliver Twist de Charles Dickens, situada no submundo de Nova Iorque                                                         |
| Two Mothers for Zachary                             | Peter Werner                                                                                         | EUA                                      | Drama                                | Valerie Bertinelli, Vanessa Redgrave, Colleen Flynn, James Gammon, Michael Marich, Kim Dickens                             | Baseado na história real sobre a disputa da custódia de uma criança pela mãe lésbica e a avó dela                                                    |
| El último viaje de Robert Rylands                   | Gracia Querejeta                                                                                     | Espanha, Reino Unido                     | Drama                                | Lalita Ahmed, Kenneth Colley, Karl Collins, Ben Cross                                                                      | Um professor espanhol em Oxford revê um antigo aluno da faculdade                                                                                    |
| Väninnor: berättelser från garderoben               | Nina Bergström, Cecilia Neant-Falk                                                                   | Suécia                                   | Documentário                         | Abbe Österberg, Boel Matthis, Ellen Lindström, Frieda Lööv, Kerstin Hammarsten                                             | Cinco lésbicas entre 60 e 85 anos falam sobre suas vidas e seus amores proibidos                                                                     |
| Vor Transsexuellen wird gewarnt                     | Rosa von Praunheim                                                                                   | Alemanha, França                         | Documentário                         | | Sobre um grupo de ativistas trans americanos |
| Waiting for Guffman                                 | Christopher Guest                                                                                    | EUA                                      | Comédia                              | Christopher Guest, Eugene Levy, Fred Willard, Catherine O'Hara, Michael Hitchcock, Larry Miller                            | trad. Esperando o Sr. Guffman |
| The Watermelon Woman                                | Cheryl Dunye                                                                                         | EUA                                      | Documentário, Drama                  | Cheryl Dunye, Guinevere Turner, Valarie Walker, Lisa Marie Bronson, Cheryl Clarke, Irene Dunye                             | Primeiro longa americano a ser dirigido por uma mulher negra lésbica                                                                                 |
| Work                                                | Rachel Reichman                                                                                      | EUA                                      | Drama                                | Cynthia Kaplan, Sonja Sohn, Geordie White, Heather Murphy, Peter Sprague                                                   | Uma mulher branca casada começa a ter um caso com sua vizinha universitária negra                                                                    |
| Yakantalisa                                         | Yair Lev                                                                                             | Israel                                   | Documentário                         | | Sobre a vida, a trabalho, e a morte de Hezy Leskly, famoso e controvérso coreógrafo gay                                                              |